# Detector de gaze

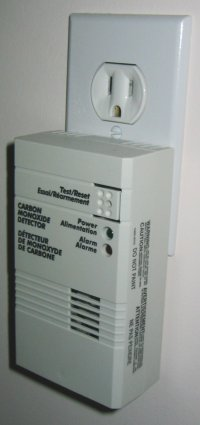
Detector de monoxid de carbon connectat la o priză nord-americană

Un detector de gaze este un aparat dotat cu senzori care permit detectarea prezenței unor gaze în mediul ambiant. 
Acest tip de detector este folosit frecvent în echipamente de siguranță, pentru a detecta apariția (scăpările) de gaze toxice, inflamabile etc..., astfel încât acestea să nu atingă niveluri periculoase pentru sănătate și/sau incinta respectivă și sursa de gaz să fie oprită automat (cum este cazul în care focul alimentat de sursa respectivă s-a întrerupt).

## Tipuri
Detectoarele de gaz electrochimice acționează prin permiterea difuziei gazelor printr-o membrană poroasă la un electrod unde acesta sunt fie oxidate fie reduse chimic. Curentul electric produs este determinată de cantitatea gaz oxidat la electrod, care indică concentrația gazului. Aparatul are în componență un senzor chimic care poate sesiza prezența eventualului gaz și ca urmare poate genera un semnal de ieșire corespunzător scopului.Cu toate acestea, senzorii sunt supuși unor elemente corozive si contaminare chimică și poate dura doar 1-2 ani înainte de a fi necesară o înlocuire.
Detectoare de gaz cu ultrasunete folosesc senzori acustici pentru a detecta schimbari in zgomotul de fundal al mediului său. Deoarece cele mai multe scurgeri de gaze de înaltă presiune generează un sunet în intervalul ultrasonic de 25 kHz-10 MHz, senzorii sunt capabili să distingă cu ușurință aceste frecvențe de zgomot de fond acustic, care are loc în intervalul audibil de 20 Hz la 20 kHz. Detectorul ultrasonic produce apoi o alarmă atunci când există o deviere ultrasonica de la starea normală a zgomotului de fundal. Cu detectoarele gaz ultrasonice nu se poate măsura concentrația de gaz din aer, dar dispozitivul este capabil să determine rata de scurgere a unei scăpări de gaz, deoarece nivelul de zgomot cu ultrasunete depinde de presiunea gazului și dimensiunea scurgerii.
Detectorul de gaze cu radiații utilizează radiațiile care trec printr-o cantitate detectată de gaz. Energia din fasciculul senzorului este absorbită la anumite lungimi de undă, în funcție de proprietățile specifice gazului. Energia din această lungime de undă este comparată cu o lungime de undă în afara intervalului de absorbție; diferența de energie dintre aceste două lungimi de undă este proporțională cu concentrația de gaz prezent.

## Legături externe

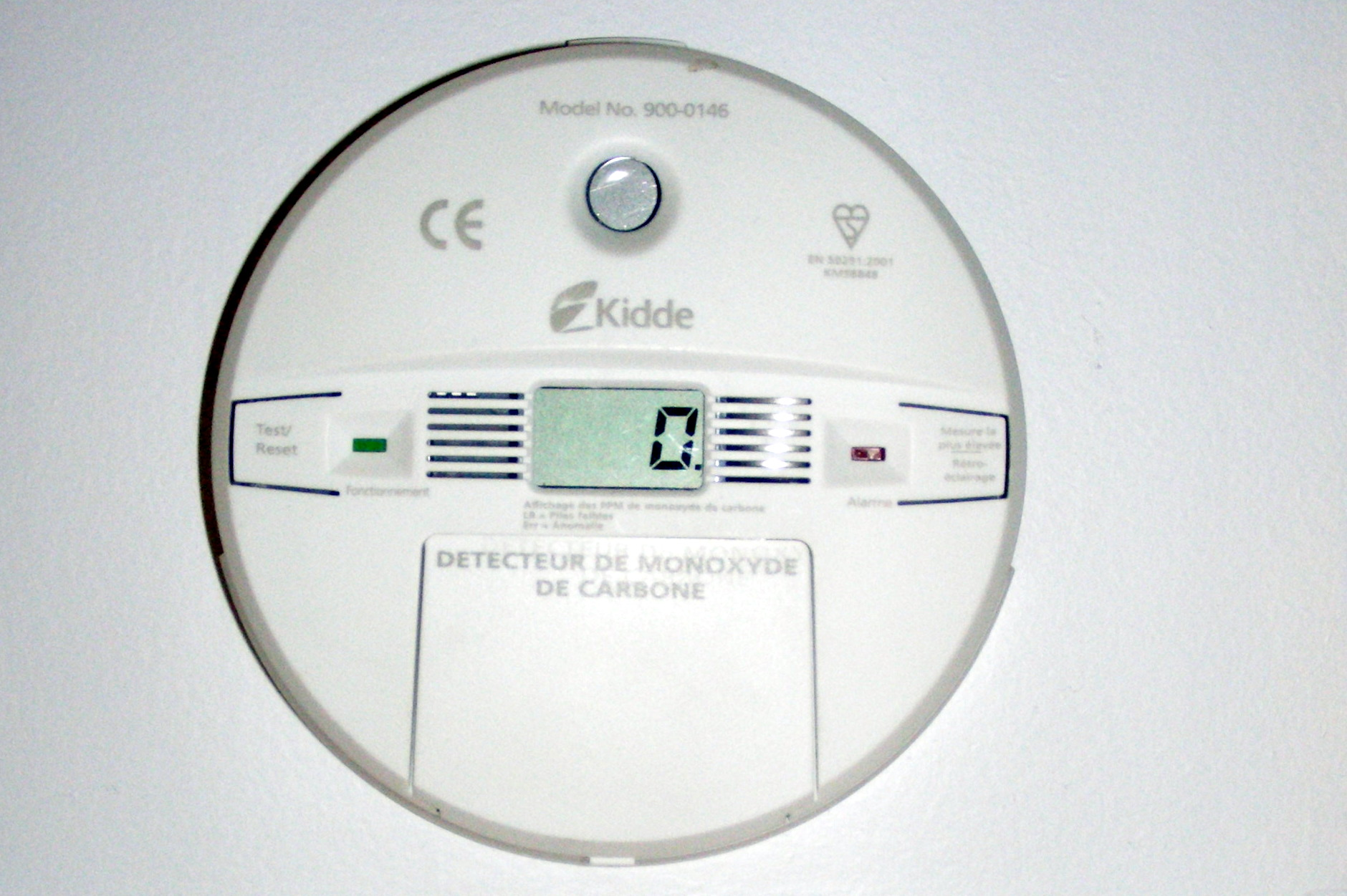
Detector de monoxid de carbon domestic